# 지정희
지정희(池貞姬, 1985년 3월 18일 ~ )은 대한민국의 전 여자 배구 선수이다. 포지션은 센터이며, 신장은 180cm, 체중은 64kg, 스파이크 높이는 305cm, 블로킹 높이는 296cm이다. 2004년 KT&G에 입단했으며, 일신여자상업고등학교를 졸업했다. 2008~2009 시즌이 끝난 후 이정옥을 상대로 GS칼텍스 서울 KIXX로 트레이드되었다. 2010~2011 시즌이 끝난 후 은퇴를 선언했다가 창단한 화성 IBK 기업은행으로 이적하여 프로에 복귀했다. 그러나 시즌이 끝나고 고질적인 부상을 이기지 못하고 끝내 은퇴를 선언했다. 프로리그에서 은퇴 후 실업배구 포항시배구단에 입단하여 전국체전과 실업배구 리그에서 맹활약을 펼치고있다.

## 주요 수상 경력
- 2004년 2004 V-투어 신인상
- 2007년 프로배구 V리그 올스타 선정
- 2009년 08~09 프로배구 v리그 베스트 드레서 상